# 珠市口堂

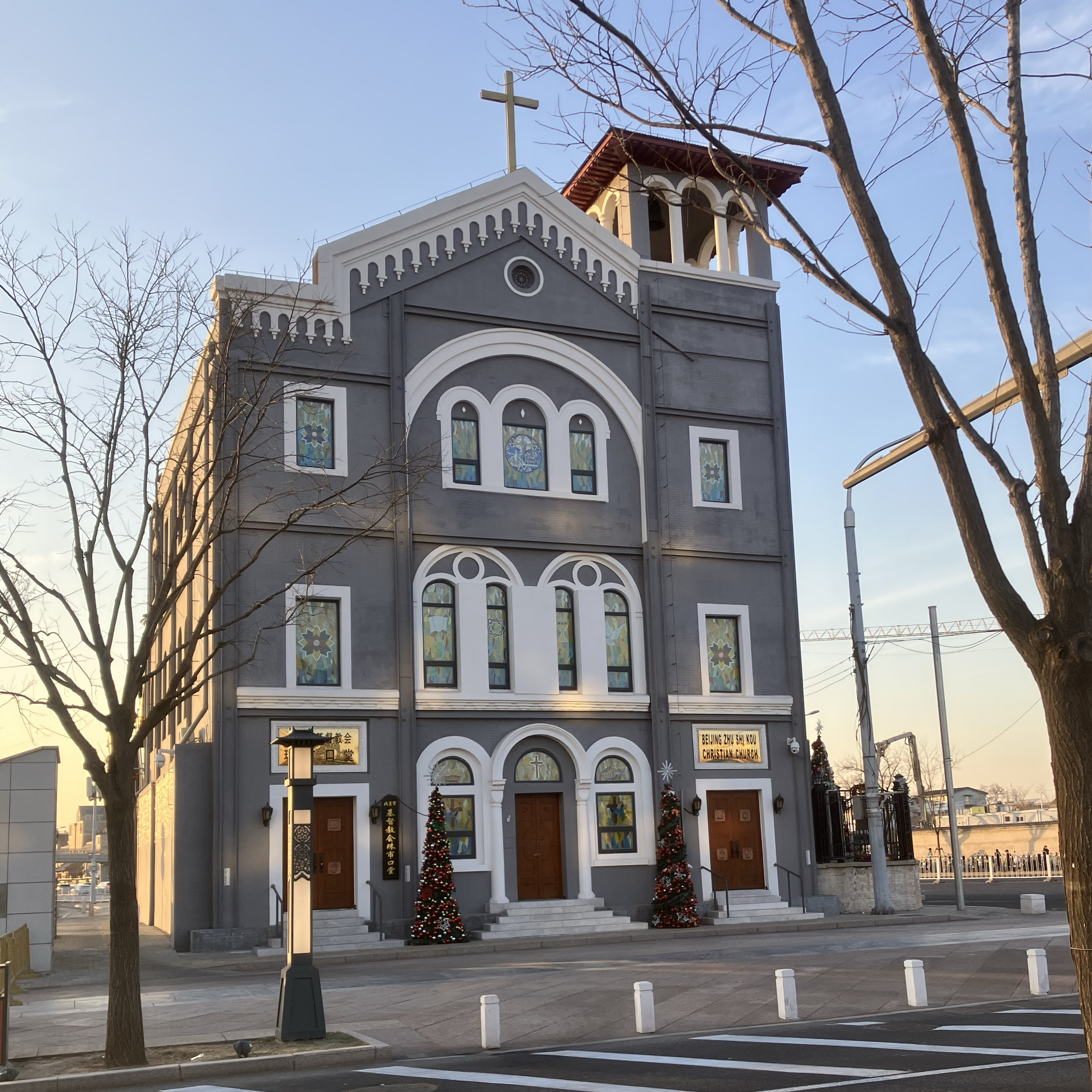
珠市口堂

珠市口教堂是美以美会（卫理公会）在北京创设的一座基督教堂，也是北京目前仍在使用中的几座基督教堂之一。
珠市口堂位于东城区前门大街129号，即广安大街和前门大街两条繁华路段的交汇处。这座教堂始建于1904年，是1900年以后卫理公会在北京南城新建的8座教堂中的第一座。1923年建成。该堂具有简易哥特式风格外貌。
珠市口堂从建堂一开始就有中国牧师主持。从1926年开始珠市口教堂推行自养，但继续通过美以美会（卫理公会）华北年议会接受美国差会的津贴。
1958年北京基督教新教各宗派教堂实行联合礼拜，60余座教堂中保留了4座，珠市口教堂是其中所谓的基督教南堂。南城其它各教派教堂信徒都被归并该堂。
1966年文革开始，珠市口堂被迫停止活动，1980年以后恢复开放。